# 成徳高等学校
成徳高等学校（せいとくこうとうがっこう、英称:Seitoku High School）とは、徳島県鳴門市撫養町斎田字浜端南125-1にあった私立高等学校である。

## 概要
2007年4月より在校生がいなくなり、2012年4月に正式に廃校となった。跡地はローソンになっており、旧校舎の一部がNPO法人の活動拠点として使用されている。

## 設置学科
- 専門学科（家庭科）